# Ӿ
Cette page contient des caractères spéciaux ou non latins. S’ils s’affichent mal (▯, ?, etc.), consultez la page d’aide Unicode.
Ne doit pas être confondu avec X barré.
Ӿ (minuscule : ӿ), appelé kha barré, est une lettre utilisée dans l’écriture du nivkhe et du yazgoulami. Il s’agit d’une forme diacritée du ‹ Х › cyrillique.

## Utilisation
Le kha barré est utilisé dans l’écriture du nivkhe, où elle note la consonne fricative glottale sourde [h].

## Représentations informatiques
Le kha barré peut être représenté avec les caractères Unicode suivants (Cyrilique) :
| formes    | représentations | chaînes de caractères | points de code | descriptions                          |
| --------- | --------------- | --------------------- | -------------- | ------------------------------------- |
| capitale  | Ӿ               | Ӿ                     | U+04FE         | lettre majuscule cyrillique kha barré |
| minuscule | ӿ               | ӿ                     | U+04FF         | lettre minuscule cyrillique kha barré |

## Sources
- (en) Lorna A. Priest, Proposal to Encode Additional Cyrillic Characters, 9 aout 2005 (lire en ligne [PDF])
- (en) « Yazghulami Dictionary », sur Webonary